# Куркі (Дзялдовський повіт)
Куркі (пол. Kurki, нім. Kurkau) — село в Польщі, у гміні Дзялдово Дзялдовського повіту Вармінсько-Мазурського воєводства.
Населення — 391 особа (2011).
У 1975-1998 роках село належало до Цехановського воєводства.

## Демографія
Демографічна структура станом на 31 березня 2011 року:
|          | Загалом | Допрацездатний вік | Працездатний вік | Постпрацездатний вік |
| -------- | ------- | ------------------ | ---------------- | -------------------- |
| Чоловіки | 203     | 50                 | 136              | 17                   |
| Жінки    | 188     | 48                 | 105              | 35                   |
| Разом    | 391     | 98                 | 241              | 52                   |